# Bellavista-La Palmera
Bellavista-La Palmera es uno de los once distritos en que está dividida a efectos administrativos la ciudad de Sevilla, capital de la comunidad autónoma de Andalucía, en España. Está situado al sur del municipio de Sevilla. Limita al sur y al este con el municipio de Dos Hermanas; al norte limita con el Distrito Sur; y al oeste con el Distrito Los Remedios.

## Barrios
- Bellavista
- Heliópolis
- Elcano-Los Bermejales
- Sector Sur-La Palmera-Reina Mercedes
- Pedro Salvador-Las Palmeritas
- Barriada de Pineda[1]

## Comunicaciones
Cruzan el distrito transversalmente la avenida de la Palmera, la avenida de Jerez y la avenida de Bellavista, vía esta última que sigue el trazado de la antigua N-IV a su paso por Bellavista.
El distrito está comunicado con la red de Cercanías de Renfe mediante las estaciones de Bellavista y Jardines de Hércules, en la avenida de Jerez, en la cual hacen parada las líneas C-1 Utrera-Lora del Río y C-5 al Aljarafe norte.
En cuanto al servicio de autobuses urbanos (TUSSAM), sirven al distrito las líneas siguientes:
| Línea | Destino                                                        |
| ----- | -------------------------------------------------------------- |
| 2     | Barqueta - Polígono San Pablo - Ciudad Sanitaria - Heliópolis  |
| 6     | San Lázaro - Los Remedios - Reina Mercedes - Ciudad Sanitaria  |
| 34    | Prado San Sebastián - Los Bermejales (por Reina Mercedes)      |
| 37    | Prado San Sebastián - Bellavista (por Pedro Salvador y Pineda) |
| 38    | Prado San Sebastián - Pítamo (por Felipe II y Av. de la Paz)   |